# Pyrrhus and Cineas
{{subst:Relevancias adicionales}}
¿Para qué la acción? (título original: Pyrrhus et Cinéas) es el primer ensayo filosófico de Simone de Beauvoir. Fue publicado en 1944, y en él hace una indagación filosófica sobre la situación humana a modo de analogía con un relato histórico. En el momento en que Cineas, ministro romano, le pregunta a Pirro, rey de Epiro, cuáles eran sus planes después de conquistar su próximo imperio. La pregunta de Cineas es una especie de retroceso infinito ("¿y luego qué?") Que solo se detiene cuando Pirro admite que después de la última conquista, descansará. Al recibir esta respuesta, Cineas pregunta por qué Pirro no descansa ahora en lugar de pasar por todos los problemas de conquistar todos estos otros imperios cuando el resultado final será el descanso de todos modos.
Según Beauvoir, la pregunta de Cineas acecha a todos nuestros proyectos, y siempre tenemos que dar una respuesta. La respuesta auténtica, como ella lo ve, va en contra de las interpretaciones tradicionales. La actitud de Pirro se considera más auténtica en el sentido de que es una actitud que se dirige hacia metas que nunca son absolutas: según Beauvoir, la razón de la afirmación final de Pirro, de que al final va a descansar, es que le falta imaginación.[cita requerida]